# バンクーバー方式
バンクーバー方式（バンクーバーほうしき、Vancouver referencing system）は、論文での出典の示し方で、参考文献と本文を引用順の文献番号で関連付け、参考文献の列挙を引用順に行うものをいう。引用順方式ともいう。

## 緒言
論文で出典を示す方法にはバンクーバー方式の他に、ハーバード方式がある。ハーバード方式では参考文献と本文を主に著者名で関連付け、参考文献の列挙を著者名順に行うのに対し、バンクーバー方式では引用順の番号で関連付け、引用順に列挙する。自然科学系の論文ではバンクーバー方式が多く用いられている。
バンクーバー方式という呼び名は、医学雑誌編集者国際委員会（ICMJE）の前身であるInternational Steering Committee of Medical Editorsが、1978年に開催した会議の開催地がカナダのバンクーバーであったことによる。この会議での議論はその後、米国国立医学図書館によって生医学雑誌への投稿のための統一規定（以下「統一規定」）へと発展し、この版は公的な書式と考えて申し分ないと評された。バンクーバー方式はこの統一規定のなかで示されたため、バンクーバーの名を冠する。

## 書き方
参考文献には本文での引用順に文献番号を振る。

### 本文
出典を示すべき記述の直後に文献番号を置く。文献番号は算用数字を用い、丸かっこ (1) やかぎかっこ [1] に入れたり、上付き 1 にしたり、かっこに入れて上付き [1] にしたりする。

## 統一規定
統一規定の書式は、統一規定をまとめあげた米国国立医学図書館（National Library of Medicine）の頭文字をとって、NLM (MEDLINE) スタイルと呼ばれる。統一規定の参照様式は主に米国規格協会の書式に基づき、米国規格協会の書式は米国国立医学図書館のデータベースに連動するため、米国国立医学図書館のCiting medicineを参照するよう呼びかけている。

### 歴史
- 1991年、BMJにおいて改定[6]
- 1995年、CMAJ誌において改定[7]
- 1997年、Annals of Internal Medicine publication誌[8]と JAMA[9]において改定[注釈 2]
- 2004年3月、イタリアの血液学雑誌『Haematologica』[注釈 3]は独自の投稿規定を廃し、2003年版の統一規定[10]を投稿規定とした。

### 書誌の書き方
文献の形態によって書誌要素の書き表し方は異なる。

#### 雑誌論文
標準的な論文
- Leurs R, Church MK, Taglialatela M. H1-antihistamines: inverse agonism, anti-inflammatory actions and cardiac effects. Clin Exp Allergy. 2002 Apr;32(4):489-98.

多くの医師会誌に見られるように、ページ番号が巻号の号をまたいで通巻ページ番号で振られている場合、次のように発行月と号番は省略されることがある。
- Thomas MC. Diuretics, ACE inhibitors and NSAIDs - the triple whammy. Med J Aust. 2000;172:184–185.

著者が6人を超える場合は、次のように筆頭6名を記してあとは「et al.」（〜らの意）とする。
- Guilbert TW, Morgan WJ, Zeiger RS, Mauger DT, Boehmer SJ, Szefler SJ, et al. Long-term inhaled corticosteroids in preschool children at high risk for asthma. N Engl J Med. 2006 May 11;354(19):1985-97.

ただし、米国国立医学図書館は論文の全著者を目録にしていることに留意されたい。
DOIやPMIDのような、データベースで論文に振られた固有番号を書いてもよい。
- von Itzstein M, Wu WY, Kok GB, Pegg MS, Dyason JC, Jin B, et al. Rational design of potent sialidase-based inhibitors of influenza virus replication. Nature. 1993 Jun 3;363(6428):418-23. Cited in PubMed; PMID 8502295.

英語以外の論文
英語の論文と同様である。
- Forneau E, Bovet D. Recherches sur l'action sympathicolytique d'un nouveau derive du dioxane. Arch Int Pharmacodyn. 1933;46:178-91.

米国国立医学図書館では表題の英訳と原文言語をかぎかっこ内に付記している。

#### 図書
著者による出版物
- Rang HP, Dale MM, Ritter JM, Moore PK. Pharmacology. 5th ed. Edinburgh: Churchill Livingstone; 2003.

編者による出版物
- Beers MH, Porter RS, Jones TV, Kaplan JL, Berkwits M, editors. The Merck manual of diagnosis and therapy. 18th ed. Whitehouse Station (NJ): Merck Research Laboratories; 2006.

共同執筆による出版物の章節
- Glennon RA, Dukat M. Serotonin receptors and drugs affecting serotonergic neurotransmission. In: Williams DA, Lemke TL, editors. Foye's principles of medicinal chemistry. 5th ed. Philadelphia: Lippincott Williams & Wilkins; 2002.

#### 電子資料
ウェブサイト
- Drug-interactions.com [homepage on the Internet]. Indianapolis: Indiana University Department of Medicine; 2003 [updated 2006 May 17; cited 2006 May 30]. Available from: http://medicine.iupui.edu/flockhart/